# Leopold Demuth
Leopold Demuth   (Brno, 2 de novembre de 1861 - Txernivtsí, 5 de març de 1910) va ser un baríton especialitzat en l'òpera.
Demuth, fill d'un funcionari, va estudiar al Conservatori de Viena amb Josef Gänsbacher. El 1889 va debutar al "Stadttheater de Halle an der Saale". Després es va dedicar a Leipzig i Hamburg. Des del 1898 fins a la seva mort va ser membre de l'Òpera Estatal de Viena.
Demuth es va celebrar especialment per les seves actuacions amb èxit en obres de Wolfgang Amadeus Mozart, Giuseppe Verdi i Richard Wagner. Nombroses actuacions com a convidat el van portar al Festival de Bayreuth el 1889. Entre 1902 i 1909, Demuth va fer nombrosos enregistraments.
Demuth va ser enterrat al cementiri central de Viena.